# کارنیرینیو
کارنیرینیو (به پرتغالی: Carneirinho) یک منطقهٔ مسکونی در برزیل است که در میناز ژرایس واقع شده‌است. کارنیرینیو ۲٬۰۶۰٫۷۲۰ کیلومتر مربع مساحت و ۱۰٬۰۶۶ نفر جمعیت دارد.